# Alexander W. Gregg

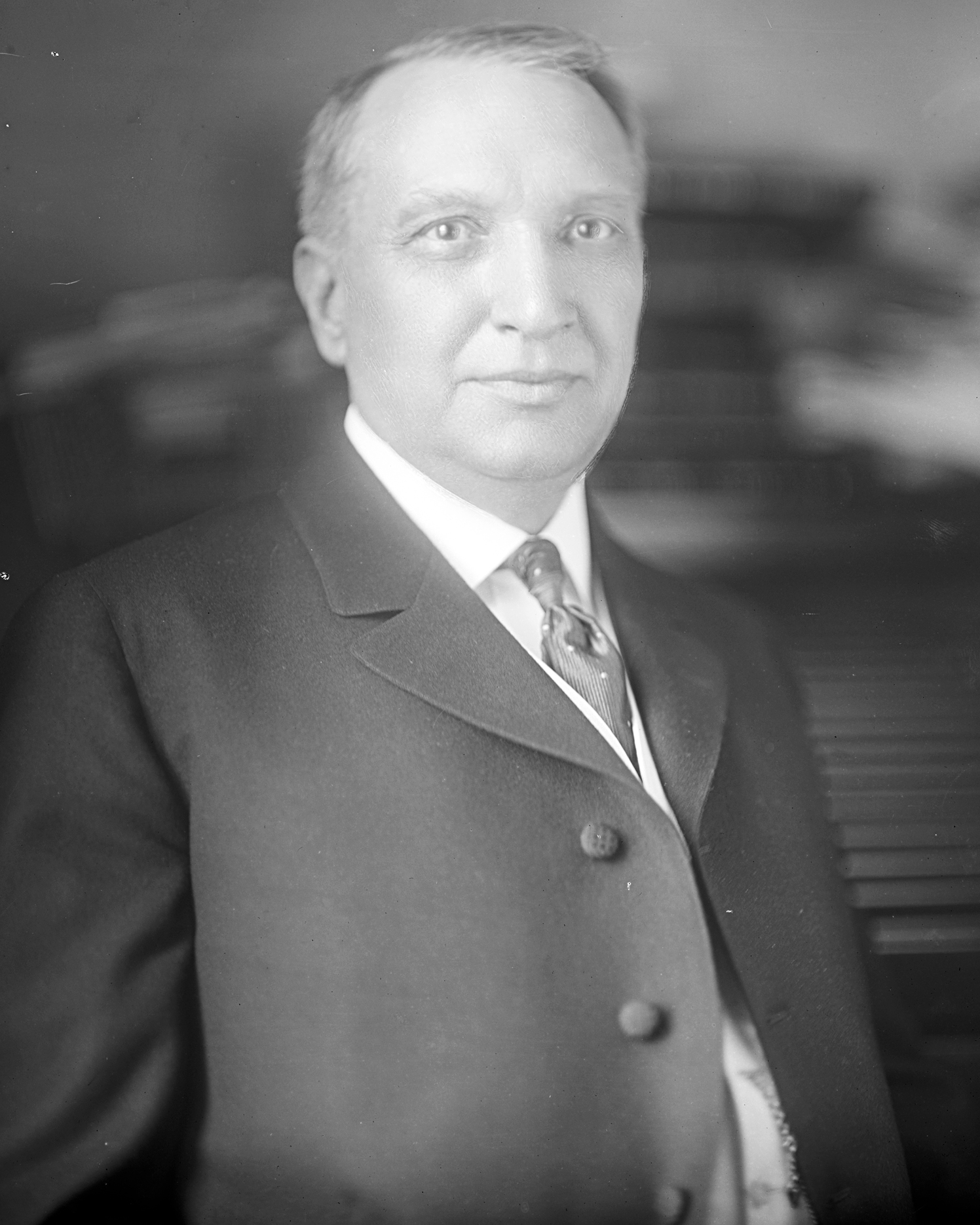
Alexander W. Gregg

Alexander White Gregg (* 31. Januar 1855 in Centerville, Texas; † 30. April 1919 in Palestine, Texas) war ein US-amerikanischer Politiker. Zwischen 1903 und 1919 vertrat er den Bundesstaat Texas im US-Repräsentantenhaus.

## Werdegang
Alexander Gregg besuchte die öffentlichen Schulen seiner Heimat und danach bis 1874 das King College in Bristol (Tennessee). Nach einem anschließenden Jurastudium an der University of Virginia in Charlottesville und seiner 1878 erfolgten Zulassung als Rechtsanwalt begann er in Palestine in diesem Beruf zu arbeiten. Gleichzeitig schlug er als Mitglied der Demokratischen Partei eine politische Laufbahn ein. Zwischen 1886 und 1888 gehörte er dem Senat von Texas an.
Bei den Kongresswahlen des Jahres 1902 wurde Gregg im siebten Wahlbezirk von Texas in das US-Repräsentantenhaus in Washington, D.C. gewählt, wo er am 4. März 1903 die Nachfolge von Robert Lee Henry antrat, der in den elften Distrikt wechselte. Nach sieben Wiederwahlen konnte er bis zum 3. März 1919 acht Legislaturperioden im Kongress absolvieren. In diese Zeit fiel der Erste Weltkrieg. Außerdem wurden im Jahr 1913 der 16. und der 17. Verfassungszusatz ratifiziert.
1918 verzichtete Alexander Gregg auf eine weitere Kandidatur. Er starb nur wenige Wochen nach seinem Ausscheiden aus dem US-Repräsentantenhaus am 30. April 1919 in Palestine.